# IC 3138/2
IC 3138/2 је спирална галаксија у сазвијежђу Дјевица која се налази на листи објеката дубоког неба у Индекс каталогу.
Деклинација објекта је + 12° 26' 32" а ректасцензија 12h 18m 56,2s. Привидна величина (магнитуда) објекта IC 3138 износи 16,7 а фотографска магнитуда 17,5.